# 澄川鮎
熊野 あゆ（くまの あゆ、1996年5月25日 - ）は、日本のAV女優。マインズ所属。

## 略歴・人物
2016年12月、kawaii*の専属女優としてデビューした華奢で貧乳のロリ系AV女優。趣味は料理。
2017年12月6日、所属事務所をマインズに移し「熊野あゆ（くまの あゆ）」に改名したことをツイート。
2018年10月21日、新宿ニューアートでストリップデビュー。
2019年11月には「make♡」を事務所有志で結成し（メンバーは松本菜奈実、熊野あゆ、あけみみう）、マインズフェスに出演した。

## 出演作品

### アダルトDVD

#### 2016年
- 新人!kawaii*専属 超敏感チクビのAAカップ激スリムぺったんこ美少女 澄川鮎 AVデビュー（12月25日、kawaii*）

#### 2017年
- 敏感AAカップの絶頂覚醒 ベロベロ舐められる激イキ性交（1月25日、kawaii*）
- AAカップ美少女のヌルヌルぺったんこパイパン中出しご奉仕風俗（2月25日、kawaii*）
- 微乳A とっても感じる小っちゃいおっぱい（3月31日、ドリームチケット）
- 「麻理子!父ちゃんが悪かった!」 愛娘NTR オイラの借金のせいで怖い人たちが家にズカズカと上がり込んで最愛の娘を私の目の前で辱めました。（4月1日、キチックス）※「麻理子」名義
- 父・祖父のすぐ側でイタズラされても抵抗出来ない男湯ギリギリOK娘 3（4月7日、DOC）他出演:苑田あゆり、矢澤美々
- JKパンコキ!? 脱ぎたてほかほかパンティで僕のチ○ポをシゴいて下さい!（4月7日、DOC）※「かおり」名義　他出演:わかこ、さき、のどか、かな、あんな、あみ、ゆきな、ともみ
- ぴったり閉じた、愛しいつぼみ 家出少女(18)とオオカミおじさん つるぺた家出少女あゆちゃん18歳と優しいおじさんの同棲日記（4月14日、FIRST STAR）※「あゆ」名義
- Aカップパイパンメイド密着ご奉仕SPECIAL 2（5月1日、MOODYZ）共演:あべみかこ、小谷みのり、篠崎みお
- 愛娘に睡眠薬を飲ませ成長を記録する父親の近親相姦映像（4月28日、I.B.WORKS）他出演:跡美しゅり、朝比奈ゆめの
- 初めてのぶっかけ・緊縛・輪姦（5月12日、FIRST STAR）
- 妹はAAカップのつるぺた美少女（5月23日、ケートライブ）
- 姪っ子の胸チラ（5月26日、I.B.WORKS）他出演:葉山めい、山川ゆな
- 悟り世代に逆人生相談! JKにおじさんの悩みを聞いてもらいました 2（6月2日、DOC）※「ゆき」名義　他出演:まゆこ、あゆみ、ゆか、まり、あおい、あゆみ
- Aカップびっち3人組が校内を占拠!! 汗臭いち○ちんに興奮を覚えた私たちの次なるターゲットは冴えない独身オヤジ先生（6月9日、FIRST STAR）共演:矢澤美々、山川ゆな
- 羞恥 生徒同士が男女とも全裸献体になって実技指導を行う質の高い授業を実践する看護学校実習 2017（6月15日、サディスティックヴィレッジ）共演:美玲、星咲伶美
- 卓球部補欠まなみちゃん19歳 ハミパン生シミ変態猛特訓 まなみ 素人使用済下着愛好会（6月19日、クンカ）※「まなみ」名義
- 父・娘スワップ(交換)バーベキュー 乱痴気近親相姦祭り!! 屋外近親相姦祭り!!今年も開催!（6月23日、FIRST STAR）共演:姫川ゆうな、矢澤美々、山川ゆな
- 犯され壊されたちっぱい娘 強姦（7月1日、プラネットプラス）※「あゆ」名義
- 夏休み特別講座☆ ファーストスター中出しスイミングスクール開校 ぴかぴかのスク水ちゃん5名（7月14日、FIRST STAR）共演:一色さゆり、姫川ゆうな、山川ゆな、矢澤美々
- 予備校に通う地味でマジメな女子校生をレ○プしながら全身を媚薬漬けにしたら、こっちが引くほど痙攣・潮&泡吹き・失神しまくった! 5（7月20日、サディスティックヴィレッジ）他出演:美玲、星咲伶美
- 女子校生革命!夏なんてぶっ飛ばせ! 5人の美少女が制服大改造スーパークールビズで登校してきた!!（8月11日、FIRST STAR）共演:姫川ゆうな、山川ゆな、一色さゆり、矢澤美々
- AV面接に来た高校卒業したての保育士を目指す超マジメっ娘を即ハメ!（8月13日、イノセント）
- 極ペタ 貧乳を超えた“無乳”美少女（8月22日、ケートライブ）
- 無邪気な姪っ子姉妹 ねぇおじさん、一緒に遊ぼうよ〜♥（10月27日、TMA）共演:葉山めい　※VR作品
- 少女と戯れるおじさんの夏祭り（10月27日、I.B.WORKS）共演:冴島エレナ、小松美柚羽、道重咲 ほか
- 絶望エロス パパは私をママにした（12月13日、絶望エロス）

#### 2018年
- 濡れてテカってピッタリ密着 神スク水（3月8日、親父の個撮）
- 再婚相手の連れ子を夜這いする新しいパパ（5月29日、思春期,com）他出演:新川優里、NIMO
- 赤い欲望 生徒を弄ぶ家庭教師（6月1日、禁断の果実）
- 若者のセックス離れって本当!? 街で見かけた一般の男女に謝礼でキスのお願い! その後二人っきりにさせたら謝礼なしで進展はあるのか!? 2（6月10日、ホットエンターテイメント）※「まいこ」名義　他出演:れな、ほなみ、みか、ゆずき、はるか
- 悪質シロウトナンパ 6 お願い!素股してくれませんか? カチカチ生チ●ポが直接アソコに擦れて思わず濡れちゃう女の子 ぬるぬるワレメにツルっと生挿入!（7月10日、ブリット）他出演:なつめ愛莉、並木杏梨、凪沙ゆう、藤川菜緒
- 舐められてガチガチに勃起する過敏乳首（7月19日、ゑびすさん）共演:優保なのか　他出演:徳永れい、桃井桃、篠崎みお、苑田あゆり、八ッ橋さい子、夢乃美咲
- 常に性交ハーレムエステ（8月1日、アイエナジー）共演:桜ちなみ、早乙女らぶ、七海りな、吉岡沙華
- 赤面!! 素人娘に恥ずかしい事言わせちゃいました!!（8月3日、OFFICE K'S）他出演:川崎亜里沙、玉木くるみ、佳苗るか、朝長ゆき、佐野あい、前田えま、初音ろな
- マジックミラー号 もうすぐ夏休み! 田舎で育った夏服女子○生がはじめてのオモチャで激イキ絶頂体験! 2 史上最高レベルの女子○生10人中10本番スペシャル!（8月9日、SODクリエイト）※「みのりん」名義　他出演:りこぴん、ゆっちゃん、ひなちゃん、れいちゃん、まりちゃん、くみちゃん、あいりちゃん、よっちゃん、うみちゃん
- ただひたすら乳首をこねくり勃起させる素人娘の敏感乳首いじり（8月10日、S級素人）他出演:宮村ななこ、前田えま、桐山結羽、一ノ瀬恋、朝長ゆき、RISA、玉木くるみ
- ネットカフェでバレないように没頭する 素人オナニー動画（8月15日、プリモ）他出演:10名
- 何も言わずに突然ザーメン発射!! 素人娘のびっくり暴発手コキ vol.4（8月17日、OFFCIE K'S）他出演:音羽ななみ、前田えま、星川凛々花、玉木くるみ、大原すず、一ノ瀬恋
- 我慢できずにおもらししてしまった小便マ○コを無理矢理お掃除クンニしていたら再びほとばしる快感おもらし小便汁!! 終わりのない女子○生の羞恥お漏らしお掃除クンニ（8月17日、OFFICE K'S）他出演:朝長ゆき、前田えま、音羽みなみ、玉木くるみ
- 女体臭嗅ぎ舐め 匂いフェチレズ（8月19日、ゑびすさん）共演:優保なのか　他出演:宮崎あや、杏璃さや、八ッ橋さい子、夢乃美咲、藤にいな、玉木くるみ
- 見つめながらシコシコシコ 手コキ天使 恥ずかしいけどガン見しちゃうのが素人女子!!（11月10日、ホットエンターテイメント）他出演:南まゆ、なつめ愛莉、枢木みかん、松下美織、若月まりあ、桐谷なお、百合川さら、楓まい、凪沙ゆう、竹内麻耶、梨杏なつ、篠田ゆう、葉月もえ、ましろ杏、南あや、羽月希、久我かのん、篠崎みお ほか
- 女子大学生寮 オナニー盗撮（11月15日、プリモ）他出演:今井麻衣、星乃レイア ほか
- 究極エステ テクニックレズ 顔面 乳首 脚 股間（11月19日、ゑびすさん）共演:優保なのか　他出演:江上しほ、水谷杏、徳永れい、大橋優子、百田まゆか、久我かのん、小春、桃井桃
- 常にパン見せメンズエステ 3（11月22日、アイエナジー）共演:涼海みさ、水嶋アリス、早乙女らぶ、吉岡沙華
- それ!お尻見えちゃってるよね!クラスメイトのニーハイ太ももとスカートが激ヤバに短くて下尻見えちゃってしかもプリプリお尻に食い込むTバック! ニーハイTバック女子○生の甘い吐息を聞きながら包み込まれました。（11月22日、SWITCH）共演:八尋麻衣、心音にこ
- 「せんせい、おっぱいちっちゃいー」と園児に言われ恥ずかしい思いをしている現役ちっぱい保育士の皆さん! 小さいながらもすごく敏感なピンク乳首を童貞君に吸わせてもらえませんか? コンプレックスのおっぱいを嬉しそうに吸う童貞君に母性本能出まくりで、たくさん甘えさせながら筆おろし! 何度も中出しさせてくれました!（11月23日、赤面女子）他出演:八尋麻衣、泉りおん、茜はるか
- 「おじちゃん、どうしてわたしのお胸ばっかりさわるの??」 最近胸がふくらみ始めた姪っ子は超かわいくて素直なよいこ。おっぱいをたくさん触っても、怒らないどころか恥ずかしそうに頬を赤らめるのです。ガチガチに勃起したち●ぽを握らせ、小さなお口にもズボズボ出し入れ。射精欲を我慢できないので処女膣にぬぷっと生挿し、小さな子宮にドピュドピュ中出し（12月14日、SCOOP）他出演:夏原唯、南なつき、小西まりえ、咲坂花恋
- ダブルバーチャルレズベロキス（12月19日、ゑびすさん）共演:優保なのか　他出演:篠崎みお、苑田あゆり、宮崎あや、杏璃さや、日高結愛、杠えな、満月ひかり、玉木くるみ、藤にいな、夢乃美咲、八ッ橋さい子
- 日焼け跡の残るパイパンロ●ータ美少女中出し調教（12月28日、I.B.WORKS）他出演:神坂ひなの、ももき希

#### 2019年
- W快感!アナル指入れフェラ（2月15日、OFFICE K'S）他出演:持田栞里、佐伯かのん、蓮実クレア、峰ゆり香、水谷あおい
- 常識はずれの唾液濃厚べろチュウ（2月19日、ゑびすさん）共演:優保なのか　他出演:神納花、桃瀬ゆり、宮崎あや、杏璃さや、杠えな、満月ひかり、玉木くるみ、藤にいな、夢乃美咲、八ッ橋さい子
- 銀河級美少女在籍オナニーサポートJOIストリップ劇場 Vol.001（3月8日、宇宙企画）
- 卒業式直後にAV出演! 初めてのおもちゃプレイに大興奮!勃起チ●コ見せつけ発情! 赤面恥じらいが止まらない制服美少女のぐちょ濡れオマ●コに素股プレイ中ヌルっと生挿入! 胸キュン青春SEX頂いちゃいました!SPECIAL（3月8日、S級素人）他出演:有栖るる、茜麻衣子
- 衝撃流出!休日出勤の美人OLを昏睡レイプした巨砲20cmデカちん委託業務清掃員の記録動画（3月13日、カルマ）他出演:海空花、阿部栞菜、新村あかり ほか
- 夜間巡回中の美人看護師ばかりを狙ったクロロホルムレイプ動画（4月13日、カルマ）他出演:海空花、阿部栞菜、新村あかり、倉科もえ ほか
- 全身パンストすりすりオナニー（4月19日、ゑびすさん）他出演:日比乃さとみ、斉藤みゆ、希咲あや、宮沢ゆかり、杏璃さや、桃瀬ゆり、徳永れい
- 帰宅中の●学生を狙った公衆トイレこじ開けレイプ（4月26日、I.B.WORKS）他出演:上川星空、有栖るる ほか
- 働く新卒社会人と性交。 VOL.012（5月17日、BAZOOKA）他出演:水樹璃子、日向うみ、黒木いくみ
- ロングブーツ蒸れ蒸れパンスト匂い嗅ぎ脚舐めレズ 2（7月1日、ゑびすさん）共演:優保なのか　他出演:一宮つばさ、前田あこ、瀬戸すみれ、瀬乃ひなた、明里ともか、浅美結花
- 素人ヘアヌード大図鑑 〜地方出身女子大生編（7月26日、S級素人）他出演:星奈あい、千夏麗、日泉舞香、知花みく、星咲凛、加藤麻希、清野雫、河合ののか、春埼めい、宮沢ちはる
- エチケット まいこちゃん （9月6日、エチケット）※「まいこ」名義
- 女口臭唾液匂いフェチ淫語鼻舐め（10月1日、ゑびすさん）他出演:藤にいな 玉木くるみ 日高結愛 夢乃美咲 優保なのか 香山亜衣 小春
- 顔出しMM号 女子○校生限定 ザ・マジックミラー 素人女子○校生が初めてのデカチンイラマチオ体験！ギンギンに勃起したデカチ○ポを喉奥までねじこまれえずき汁を垂らしながらも疼いてしまったうぶJ○！キツキツオマ○コに巨根を挿れられ制服着たまま本気イキ！！ in池袋（10月19日、ディープス）他出演:冬愛ことね・岸谷燈・春日カレン・朝倉凪・夏日風
- パンスト女の挑発淫語オナニー（11月1日、ゑびすさん）他出演:桃瀬ゆり・宮崎あや・杏璃さや・一宮つばさ・前田あこ
- 匂い嗅ぎマン汁パンティー舐め（12月19日、S級素人）他出演:八ッ橋さい子・夢乃美咲・優保なのか・満月ひかり・杠えな・日高結愛・香山亜衣
- ウブな女子〇生、本気の中出し性交 ｢初めてのことばかり、イクのってすごく気持ちいいです｣（12月25日、ホームルーム）他出演：琴音芽衣・宮沢ちはる

#### 2020年
- 無毛ワレメ美○女8人（5月23日、シャーク）他出演:ひなみれん・一ノ瀬もも・星咲セイラ・美甘りか・矢澤美々・皆月ひかる・琴羽雫
- AYU（6月6日、A子さん）
- 童貞の僕が初めてのキス（7月1日、オフィスケイズ）他出演者：桃香りり・千葉ゆうか
- 白濁愛液ベットリ 素人娘が初めての黒ディルドオナニー No1（7月1日、オフィスケイズ）他出演者：綾野鈴珠・三田美月・要ゆの・弥生みづき・桃香りり
- 勃起したチ○ポを見せつけられ、興奮してSEXまでしちゃった素人娘（7月1日、オフィスケイズ）他出演者：蓮実クレア・千葉ゆうか・桃香りり・美保結衣
- SNSで知り合ったエッチ大好き女子○生と青春オフパコ動画 No5（8月13日、SWITCH）共演:本橋実来・森保さな
- 7時間ヤリ続けたら虚ろな瞳で動かなくなった コンビニ弁当製造センターで働く質素な女子（9月1日、S-CUTE）

#### 2022年
- 痴●マッサージ5 整体治療院盗撮 意識朦朧の女子が睡眠姦されハメ悶える（9月27日、カリマンタン）

### アダルトVR
- ボク、入院。 監禁中出しリハビリテーション ver.VR（2017年5月30日、ワープエンタテインメント）
- 生中出し チッパイ美少女とオジサンのイケナイ関係（2017年7月13日、ブイワンVR）
- 美マンにブチ込め!! キス多めバージョン（2017年7月31日、ブイワンVR）
- 無邪気な姪っ子姉妹（2017年11月30日、TMA）共演:葉山めい
- 唾液×ローションを交互に混ぜる ねっとり超絶快感手コキ発射（2018年9月15日、TEPPAN VR）
- 純真無垢な制服美少女9人とハーレム学園生活 ウブっ子たちの真っ白なパンティの匂いをリアルに感じる312分 超ド迫力でパンティを楽しむノーモザイクVR（2018年10月13日、無垢VR）共演:あおいれな、涼海みさ、白井ゆずか、瀬乃ひなた、七瀬こころ、一ノ瀬恋、新垣智江、牧野れいな
- 美少女愛 あゆ（2019年8月29日、WOW!）
- HQ超画質革命！【第二弾】目の前に広がる美アナル大図鑑―シワまで丸見え恥じらいヒクヒク美尻アナルVRー　（2019年10月4日、こあらVR）阿部乃みく、篠宮ゆり、黒崎みか、高梨ゆあ、宇野栞菜（阿部栞菜）、平花、凪咲いちる、有栖るる、皆月ひかる、深田結梨、成沢きさき、琴音芽衣
- フェラ好き素人娘の絶品フェラチオ（2017年10月5日、WOW!）他出演者：谷白うた、月ヶ瀬ゆま
- HQ超画質革命！パパ活円光！円女交際が初体験で緊張している制服美少女を性技とおじさんチ○ポでメロメロに！彼氏では味わえない快楽に呑まれ連続絶頂中出し性交！（2019年10月13日、こあらVR）
- 水着ギャルとハーレムSEX in ナイトプールVR！！ プール内＜ワニ族＞ガン見視点もちょっぴり収録！突然の豪雨でびしょ濡れギャルから逆ナン5P展開！！（2020年8月7日、変態紳士倶楽部VR）:共演：亜矢みつき, きみと歩実, 明海こう

### イメージDVD
- PRIMAL 15（2018年1月23日、369）※「熊野あゆ」名義
- 青春つるぺたパニック!?（2018年3月13日、Hapiness Holic）※「那智まなみ」名義
- はずかし娘（2018年3月16日、デジプラン）※「結月ことり」名義
- ちゅうぼう 14（2018年3月26日、スパークビジョン）※「広末すず」名義
- ギリコス！アイドルコレクションvol.18 （2019年1月24日、INTEC Inc）
- 男の欲望を満たす、性処理のツールと進化するロ○っ娘ちゃん あゆ（2020年7月30日、オルスタックソフト販売）※「あゆ」名義
- 素人娘のボーダーライン 一歩越えたらイッキにエロが目覚めちゃう あゆ（2020年9月29日、オルスタックソフト販売）※「あゆ」名義

## テレビ
- 田村淳の地上波ではダメ!絶対! #50「春のダメ!絶対!だいうんどうかいSP!」（2018年5月31日、BSスカパー!）

## 舞台
- アフリカ座企画公演 OFF VIVID COLOR 2019 『X-WOMEN』（2019年8月2日 - 6日、TACCS1179）